# Philippe Dalibard
Philippe Dalibard (* 5. Februar 1958 in Bonchamp-lès-Laval) ist ein ehemaliger französischer Radrennfahrer und Sportlicher Leiter.
Sechsmal gewann Philippe Dalibard zwischen 1979 und 1989 als Rekordsieger das Rennen Mi-Août Bretonne, 1981 wurde er französischer Straßenmeister der Amateure. Dreimal – 1986, 1988 und 1989 – entschied er  Tro Bro Leon für sich und ist damit bei diesem Rennen ebenso Rekordsieger wie bei  Tour du Finistère, die er zweimal gewann (1987, 1989). 1987 und 1989 siegte er bei den Boucles de la Mayenne und 1988 bei der Volta a Tarragona.
Nach Beendigung seiner aktiven Radsport-Laufbahn war Dalibard bis 2009 als Sportlicher Leiter des Teams Bretagne Armor Lux, später Bretagne-Schuller, tätig.
Philippe Dalibard ist der Schwiegersohn des Radrennfahrers Joseph Groussard; sein Sohn ist Antoine Dalibard, ebenfalls ein ehemaliger Radsportler, der auch bei Bretagne-Schuller fuhr.